# Sensible Golf
Sensible Golf est un jeu de golf 2D publié par Sensible Software en 1995 pour Amiga. Le jeu a reçu des critiques mitigées et s'est mal vendu. Une version Mega Drive était prévue mais n'a jamais été publiée.